# Șerban Stănciulescu
Șerban Stănciulescu (n. 2 martie 1946, București; d. 15 iunie 1991, New York) a fost unul dintre promotorii muzicii de avangardă din domeniul simfonic, al jazz-ului, al muzicii electronice și progresive.
A promovat aceste genuri muzicale în perioada anilor 1970 - 1975, alături de Nicolae Sturza (Niki) prin numeroasele audiții realizate în diferite cluburi și case de cultură din București (Ateneul Tineretului, Clubul A al arhitecturii, Clubul T4 din str. Turturele, Bibilioteca Centrală Universitară, Casa de Cultură a Studenților “Grigore Preoteasa”, Clubul studențesc al facultății de drept din str. Schitu Măgureanu, Casa de cultură Mihai Eminescu).
Audierile private ce aveau loc în locuința sa de pe Strada Braziliei nr. 41 erau dintre cele mai râvnite de către cunoscători în perioada anilor 1970.
Sunt relevante de asemenea serile de audiții realizate împreună cu diverși compozitori și muzicologi (printre ei numărându-se Ștefan Niculescu și Radu Stan), în care se realiza o excelentă simbioză între muzica clasică, jazz, sau muzica progresivă. 
A asigurat, într-o primă vresiune, ilustrația muzicală a piesei “Sânziana și Pepelea” pusă în scenă în anul 1971 la Studiul Casandra al IATC de către regizorul Alexandru Tocilescu, ca mai apoi cenzura să interzică acest fundal sonor (albumul “Ummagumma” al celebrului grup britanic Pink Floyd).
După absolvirea Politehnicii din București se angajează la Studioul Cinematografic Buftea ca inginer de sunet, numele său apărând în această calitate pe genericul filmului “Misterul lui Herodot”, realizat de regizoarea Geta Doina Tarnavschi în anul 1976.
Aderă la mișcarea anticomunistă inițiată de scriitorul dizident Paul Goma, devenind cosemnatar al listei acestuia, și este expulzat din țară în anul 1978.
Ajunge la Radio Europa Liberă unde prezintă un scurt ciclu de emisiuni, apoi călătorește vreme de trei ani prin lume ca într-un final să se stabilească la New York unde după mai multe încercări (timp în care a profesat diverse munci necalificate) devine într-un final profesor de media și mijloace de comunicare.